# Лозан Спасов
Лозан Спасов Славов, повече познат по презимето си като Лозан Спасов, е изтъкнат български учен, физик в областта на приложната физика, член-кореспондент на Българската академия на науките.
Съвместно с академик Милко Борисов създава и след това ръководи дълги години Лабораторията по акустоелектроника към Института по физика на твърдото тяло към БАН.

## Биография
Роден е в с. Пауново, Софийска област на 18 февруари 1938 г. Завършва специалност „Физика“ в СУ „Св. Климент Охридски“ през 1963 г.
От 1964 г. работи в Завода за електронни преобразувателни елементи (ЗЕПЕ), където ръководи създаването на първите български кварцови резонатори. През 1976 г. напуска ЗЕПЕ и започва работа в Институт по физика на твърдото тяло към БАН. Защитава кандидатска дисертация през 1977 г., получава степен доктор на физическите науки през 1989 г. Специализира в Университетски колеж Лондон, Великобритания и в Токайския университет (Tokai University) в Токио, Япония.

## Научноизследователска работа
Научноизследователските му интереси са в областта на създаването и внедряването на нови технологии за електрониката и приборостроителната промишленост в България. Сред основните направления в работата му са израстването и изследването на синтетичен монокристален кварц; анализ на влиянието на външни въздействия върху разпространението на акустични вълни в пиезоелектрични среди; проектиране, разработка и внедряване в промишлено производство на кварцови резонатори и филтри за телекомуникация.
През последните години научната му дейност е съсредоточена върху изработването на високочувствителни пиезорезонансни кварцови сензори за температура, влага, маса, скорост на течни и газови флуиди и регистрация на токсични замърсявания в околната среда – живак, амонячни пари, азотни оксиди и др. Предлага нов подход за създаване на серия свръхминиатюрни термочувствителни кварцови резонатори с уникални характеристики: широк динамичен интервал (от 4,2 К до 450 К); висока температурна чувствителност (10 – 4 К), дълговременна стабилност (над 10 год.) и независимост от въздействието на силни електрични, магнитни и радиационни полета.

## Приноси и признание
Получените резултати са регистрирани в 10 авторски свидетелства и патенти. Автор е на над 140 научни публикации, от които повече от 45 в специализирани международни издания. Създател е на повече от 20 конструктивни и технологични разработки, поставили началото на научно-приложните изследвания в България в областта на кварца и кварцовите прибори.
Заедно с Ганка Камишева публикува мемоарна книга за академик Милко Борисов: „Милко Борисов за себе си и другите за него (1921 – 1998). Извори за физическите науки в България през втората половина на ХХ век“ Архив на оригинала от 2018-01-27 в Wayback Machine..
Член-кореспондент Лозан Спасов е носител на множество награди от български и международни институти. Награден е с почетните медали на лента „Акад. Георги Наджаков“ (2002) и „Марин Дринов“ (2003) и почетен знак за „Заслуги към БАН“ (2008).
Член е на организациите Съюз на физиците в България, Съюз на учените в България, Институт на инженерите по електротехника и електроника (IEEE), Общество на учените по ултразвук, фероелектричество и честотен контрол (Ultrasonics, Ferroelectrics, and Frequency Control Society).